# Paroy-en-Othe
Paroy-en-Othe és un municipi francès situat al departament del Yonne i a la regió de Borgonya - Franc Comtat.